# Пенела-да-Бейра
Пенела-да-Бейра (порт. Penela da Beira)  —  район (фрегезия) в Португалии,  входит в округ Визеу. Является составной частью муниципалитета  Пенедону. Находится в составе крупной городской агломерации Большое Визеу. По старому административному делению входил в провинцию Бейра-Алта. Входит в экономико-статистический  субрегион Доуру, который входит в Северный регион. Население составляет 410 человек на 2001 год. Занимает площадь 15,96 км².
Покровителем района считается Дева Мария (порт. Nossa Senhora das Dores). 

## История
Район основан в 1055 году.